# Mariano Rabino
Mariano Rabino (Bra, 2 maggio 1970) è un ex politico italiano.

## Biografia
Laureato in giurisprudenza, già dipendente di azienda bancaria, consulente finanziario e patrimoniale.
Eletto Consigliere provinciale a Cuneo nel 2004, si è dimesso dalla carica nel 2005, a seguito dell'elezione a consigliere regionale del Piemonte, carica ricoperta da aprile 2005 a marzo 2010: a Palazzo Lascaris è stato vicepresidente della commissione Bilancio e Finanze.
L'inizio dell'esperienza amministrativa coincide con l'attività di Consigliere comunale ad Alba, dal 1990 al 1995 e dal 1999 al 2001. In Comune ha ricoperto gli incarichi di Presidente della Commissione Bilancio e, dal 1995 al 1999, di Assessore al Bilancio e al Turismo.
Ad aprile 2022 viene eletto dall'assemblea dei soci presidente dell'Ente Turismo Langhe Monferrato Roero.

### Attività politica
In occasione delle elezioni regionali in Piemonte del 3-4 aprile 2005 si candida per la carica di consigliere regionale nelle liste de La Margherita, in provincia di Cuneo, a sostegno della candidata presidente del centro-sinistra Mercedes Bresso, risultando il primo dei non eletti; tuttavia pochi giorni dopo, il 28 aprile 2005, in seguito alle dimissioni di Mino Taricco (in quanto nominato assessore regionale), viene eletto consigliere regionale.
Alle elezioni politiche del 2006 è candidato alla Camera dei Deputati, tra le liste de L'Ulivo nella circoscrizione Piemonte 2 in decima posizione, risultando tuttavia il primo dei non eletti.
Alle elezioni politiche del 2008 non è nuovamente candidato in parlamento.
Alle elezioni regionali in Piemonte del 2010 è ricandidato per la carica di consigliere regionale nelle liste del Partito Democratico, in provincia di Cuneo, a sostegno di Mercedes Bresso, tuttavia risulta il secondo dei non eletti.
Ad inizio 2011 abbandona il Partito Democratico e nel 2013 aderisce al nuovo soggetto politico Scelta Civica per l'Italia, fondato dal premier uscente Mario Monti.
Alle elezioni politiche del 2013 è ricandidato alla Camera dei Deputati, nella circoscrizione Piemonte 2, nelle liste di Scelta Civica per l'Italia (in seconda posizione), venendo eletto deputato della XVII Legislatura.
È membro della 3ª Commissione Affari esteri e comunitari, della Giunta per le Autorizzazioni, del Comitato per i procedimenti di accusa e della Commissione parlamentare per le questioni regionali.
Il 14 luglio 2016 il segretario e vice ministro Enrico Zanetti, insieme a Rabino, Giulio Cesare Sottanelli e Angelo Antonio D'Agostino, lascia il gruppo Scelta Civica alla Camera e insieme ai 10 deputati di ALA di Denis Verdini e un deputato di Fare! fonda il polo liberale "Scelta Civica verso Cittadini per l'Italia". Nel dicembre 2017 segue il partito nella lista Noi con l'Italia, la cosiddetta quarta gamba della coalizione di centro-destra in vista delle elezioni politiche.
Alle elezioni politiche del 2018 non si è ricandidato al Parlamento.